# Martin Sandorf
Carl Martin Sandorf (i riksdagen kallad Sandorf i Göteborg), född 12 augusti 1880 i Gamleby församling, Kalmar län, död 19 juni 1952 i Askims församling, Göteborgs och Bohus län, var en svensk direktör och riksdagspolitiker (högern).
Sandorf var vice VD i livförsakringsbolaget Svea och ordförande i Askims kommuns kommunalnämnd. Han var ledamot av första kammaren från 1939, invald i Göteborgs stads valkrets. Han var bland annat suppleant i statsutskottet. Sandorf är begravd på Askims södra kyrkogård.